# Thisted Station
Thisted Station er en dansk jernbanestation i byen Thisted i Thy. Den er endestation for Thybanen, der blev indviet 20. april 1882. Fra 19. november 1904 til 31. marts 1969 var den også endestation for Thisted-Fjerritslev Jernbane.

## Stationsbygningen
Stationsbygningen er tegnet af N.P.C. Holsøe. Den ejes af DSB, men drives af Togrejse.dk, som har billetkontor og Rejsecenter og et mindre kiosksortiment
i Vestenden af bygningen.
I Østenden af bygningen findes Thy Turistbureau.
I stueplan har der været kiosk/take-away.
Firmaet Togrejse.dk ApS har til huse i stationsbygningen.
Togrejse.dk ApS driver et agentur for Deutsche Bahn.
Førstesalen er udlejet som privat bolig.
- Wikimedia Commons har flere filer relateret til Thisted Station

## Thisted Havnebane
Thisted Havnebane figurerer allerede på målebordsbladet fra slutningen af 1800-tallet. Havnebanen er nedlagt, men dens tracé er bevaret fra stationen ned til det nybyggede rådhuskvarter og løber undervejs sammen med flere stier fra Thisted Kystvej.
- Det bevarede banetracé uden for stationshegnet
- Banetracéet løber sammen med en sti
- Banetracéet løber sammen med en sti
- Det bevarede banetracé slutter bag rådhuset

- Wikimedia Commons har flere filer relateret til Thisted Havnebane